# Peter Schickele
Peter Schickele (17. července 1935 Ames – 16. ledna 2024) byl americký parodista, hudební skladatel, klavírista a fagotista, starší bratr hudebníka, herce a režiséra Davida Schickela.

## Život
Narodil se ve městě Ames v Iowě a vyrůstal nejprve ve Washingtonu, D.C. a později v Severní Dakotě. Již jako teenager působil se svým bratrem a dvěma dalšími hudebníky v kapele Jerky Jems and His Balmy Brothers. Po dokončení místní střední školy studoval na Swarthmore College v Pensylvánii (hlavním oborem mu byla hudba). Následně studoval na Juilliard School, kde získal magisterský titul z kompozice (1960). V šedesátých letech psal aranžmá pro nahrávky populárních hudebníků, jako byla například zpěvačka Joan Baez (alba Noël, Joan a Baptism). Sám také působil v experimentální skupině The Open Window. Od poloviny šedesátých let působí také pod jménem P. D. Q. Bach, což je fiktivní osoba označovaná za zapomenutého syna rodu Bachových. V jemu připisovaných skladbách kombinuje klasické hudební pasáže s parodickými vstupy. Čtyři roky po sobě, v letech 1990 až 1993, získal za nahrávky P. D. Q. Bacha cenu Grammy za nejlepší komediální album.